# Mar de Bohai
(zh) 渤海

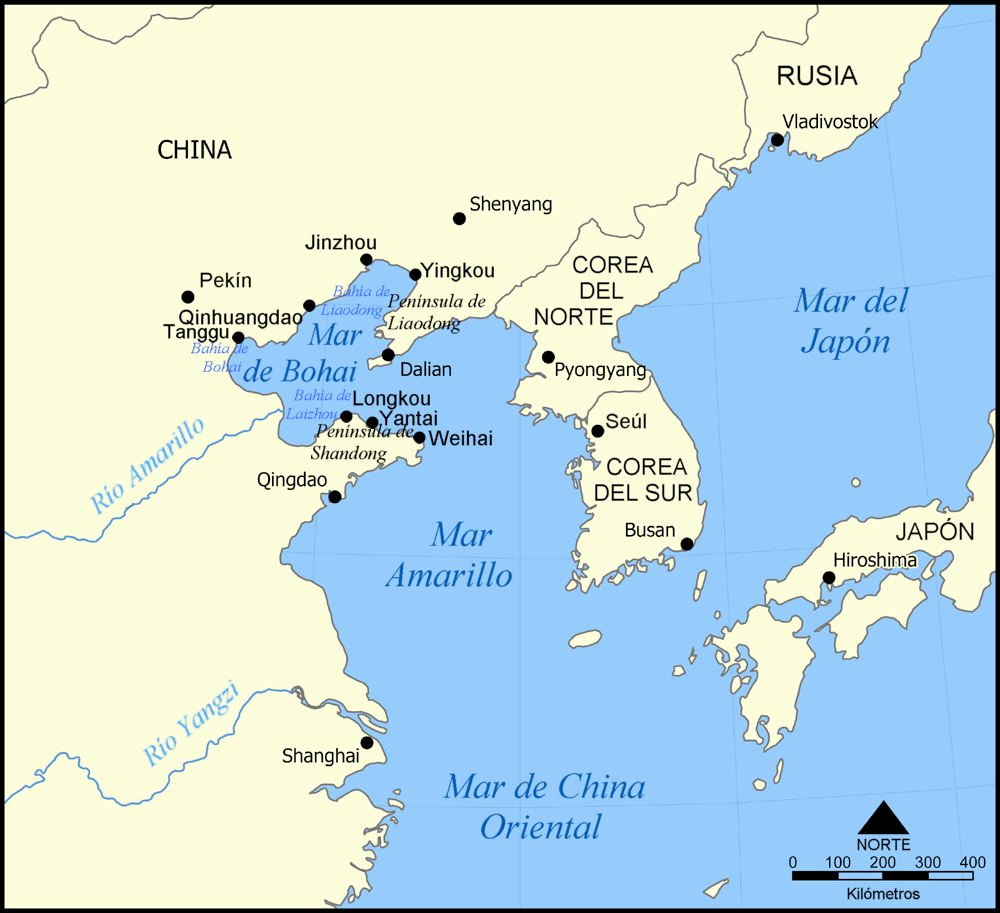
Localização do Mar de Bohai.

O Mar de Bohai (chinês: 渤海; Pinyin: Bó Hăi), é um golfo situado na zona norte do Mar Amarelo, na costa nordeste da China, e a oeste do estreito de Bohai. Tem cerca de 823 000 km² e a sua proximidade a Pequim faz dele um dos corredores marítimos com mais tráfego na Terra. Nas últimas décadas descobriram-se jazidas de petróleo e de gás natural.
Também se lhe chamou Golfo de Chihli (直隸; Zhílì) ou Golfo de Pechihli (北直隸; Běizhílì), antigos nomes da actual província chinesa de Hebei.

## Geografia
O golfo é limitado pela península de Liaodong a nordeste e a península de Shandong a sul, sendo formado por três baías: a de Laizhou a sul, a de Liaodong a norte e a de Bohai a oeste. Nele desaguam quatro rios: o Amarelo, o rio Liao, o rio Hai e o rio Luan. Banha as costas das províncias de Shandong, Liaoning e Hebei e o município de Tianjin. No mar de Bohai situa-se a ilha de Zhifu, pertencente à cidade de Yantai, na província de Shandong.
As cidades portuárias mais importantes do Bohai são:
- Em Hebei: Qinhuangdao.
- Em Liaoning: Dalian, Huludao, Jinzhou e Yingkou.
- Em Shandong: Longkou, Weihai e Yantai.
- Em Tianjin: Tanggu.